# Holger K. Nielsen
Holger Kirkholm Nielsen (født 23. april 1950 i Ribe) er cand.mag. og dansk politiker fra Socialistisk Folkeparti, tidligere udenrigsminister og skatteminister i Helle Thornings regering fra 2012 til 2014. Han var partiformand for SF fra 1991 til 2005.

## Civil biografi
Holger K. Nielsen blev student fra Ribe Katedralskole i 1969. Efter et ophold på Snoghøj Folkehøjskole 1969-1970 tog han 1. del af statskundskab ved Aarhus Universitet i 1973, som han supplerede til cand.mag. (samfundsfag og dansk) på Københavns Universitet i 1979. Undervejs havde han et studieophold ved Universitetet i Beograd, Jugoslavien, i 1978.
Efter afslutningen på studierne blev han sekretær ved Gruppen af Kommunister og Beslægtede i EF-Parlamentet 1979-81 og herefter fuldmægtig i Energiministeriet i 1981 og 1984-87 (afbrudt mens han første gang var indvalgt i Folketinget). 

## Politisk karriere
Holger K. Nielsen var landsformand for SFU i perioden 1974-77. Han har været medlem af SF's hovedbestyrelse 1976-79 og siden 1984 og medlem af SF's forretningsudvalg 1984-87. Han er redaktør af SF's tidsskrift Praksis. Endelig var han partiformand i perioden 1991-2005.Holger K. Nielsen var aktiv for et nej ved Folkeafstemningen om Maastricht-traktaten i 1992 og ved udarbejdelsen af Det Nationale Kompromis, som efterfølgende skabte intern splittelse i SF mange år frem.
Han var partiets folketingskandidat i Gladsaxekredsen fra 1980, i Rødovrekredsen fra 1984 og i Glostrupkredsen fra 1992. Han har været folketingsmedlem for Københavns Amtskreds 8. december 1981 – 9. januar 1984 og siden 8. september 1987.
Den 16. oktober 2012 blev han udpeget som ny skatteminister. 12. december 2013 udnævnt til udenrigsminister efter Villy Søvndals afgang på grund af sygdom. Holger K. Nielsen fratrådte som udenrigsminister i forbindelse med SF's udtræden af regeringen den 30. januar 2014.
Efter en turbulent periode med Annette Vilhelmsen som formand for SF, måtte SF trække sig ud af regeringen den 30. Januar 2014. Holger K Nielsen kunne derfor ikke fortsætte som minister. Den omstridte salg af en større post af DONG-aktier til firmaet Goldman Sachs, var 'dråben, som fik glasset til at flyde over'.
Holger K Nielsen, stemte, på trods af manglende opbakning fra sit bagland, for salget af en aktiepost i DONG til Goldman Sachs. Den 29. januar 2014 omtalte Holger K. Nielsen denne handel som "en ganske udmærket aftale".

## Øvrige tillidsposter
Holger K. Nielsen blev udpeget som medlem af Nordisk Råd i 1982.